# Croton cortesianus
Espèce
Croton cortesianus est une espèce de plantes à fleurs du genre Croton et de la famille des Euphorbiaceae, présente du Texas (comté de Cameron) jusqu'en Amérique centrale.
Il a pour synonymes :
- Croton segoviarus, Standl. et L.O.Williams, 1953
- Croton trichocarpus, Torr., 1859
- Oxydectes cortesiana, (Kunth) Kuntze